# Rhodacarellus liuzhiyingi
Rhodacarellus liuzhiyingi är en spindeldjursart som beskrevs av Ma 1995. Rhodacarellus liuzhiyingi ingår i släktet Rhodacarellus och familjen Rhodacaridae. Inga underarter finns listade i Catalogue of Life.